# Vesselovka
Vesselovka - Веселовка (rus) és un possiólok del krai de Krasnodar, a Rússia. Es troba a la península de Taman, a la vora occidental del liman Kiziltaixki, a la mar Negra, a 41 km al sud-oest de Temriük i a 165 km a l'oest de Krasnodar, la capital.
Pertany al municipi de Tamanski.